# Jan Nepomucen Fontana
Jan Nepomucen Fontana (Fontanna) herbu własnego – pułkownik insurekcji kościuszkowskiej, major 5 Regimentu Fizylierów, uczestnik wojny polsko-rosyjskiej 1792, odznaczony Krzyżem Kawalerskim Orderu Virtuti Militari.
Syn burgrabiego warszawskiego Jana Kantego i Agnieszki de Sergeant. Nobilitowany w 1768 roku.